# Nový Hloubětín
Nový Hloubětín je lokalita v katastrálním území Hloubětín na Praze 14. Vznikl na sever od původního jádra obce, to znamená Starého Hloubětína.

## Vymezení

### Širší
Nový Hloubětín leží mezi ulicí Poděbradskou a železniční tratí Praha–Turnov (070). Na jih od Poděbradské se rozprostírá Starý Hloubětín, na sever se nad tratí nachází Bažantnice. Podle této definice je součástí Nového Hloubětína i sídliště Hloubětín z let 1961–1965 od architekta Miloslava Hudce, Josefa Poláka a Karla Štefce. Sídliště Hloubětín je však samostatný celek a nachází se i na jižní straně Poděbradské, proto existuje ještě užší vymezení.

### Užší
Západní hranici tvoří ulice Kbelská, za ní se už nachází Praha 9, kde dominuje Vozovna Hloubětín. Lokalitu v této části připomíná autobusová i tramvajová zastávka Nový Hloubětín. Severní hranici tvoří zeleň u ulice Kolbenova. Východní hranici měla tvořit ulice Zálužská, ale fakticky dnes Nový Hloubětín ohraničuje ulice Nehvizdská. Východním směrem leží sídliště Hloubětín. Na jihu tvoří hranici mezi Starým a Novým Hloubětínem ulice Poděbradská.
Domy byly stavěny především v meziválečném období, nicméně některé budovy v jižní části jsou z prvních desetiletí 20. století. Přirozeným centrem lokality je bývalé náměstí V Novém Hloubětíně. V době nacistické okupace se lokalita německy nazývala Neutiefenbach.

## Zástavba
V Novém Hloubětíně jsou čtyři druhy zástavby. Nejstarší je bloková zástavba přízemních a jednopatrových domů, některé z nich mají zajímavé fasády ve stylu secese, např. v ulici Konzumní a Pod Turnovskou tratí. Na ně navázaly rodinné domy se zahradami z 20. a 30. let 20. století v okolí náměstí V Novém Hloubětíně, které jsou podstatou lokality. V 60. letech 20. století sem zasáhla výstavba sídliště Hloubětín, např. v ulici Zelenečská a Sadská. Vývoj završil pětipodlažní bytový dům z let 2007–2008 v ulici Nehvizdská. V Novém Hloubětíně bývalo také kino Cíl.

## Galerie

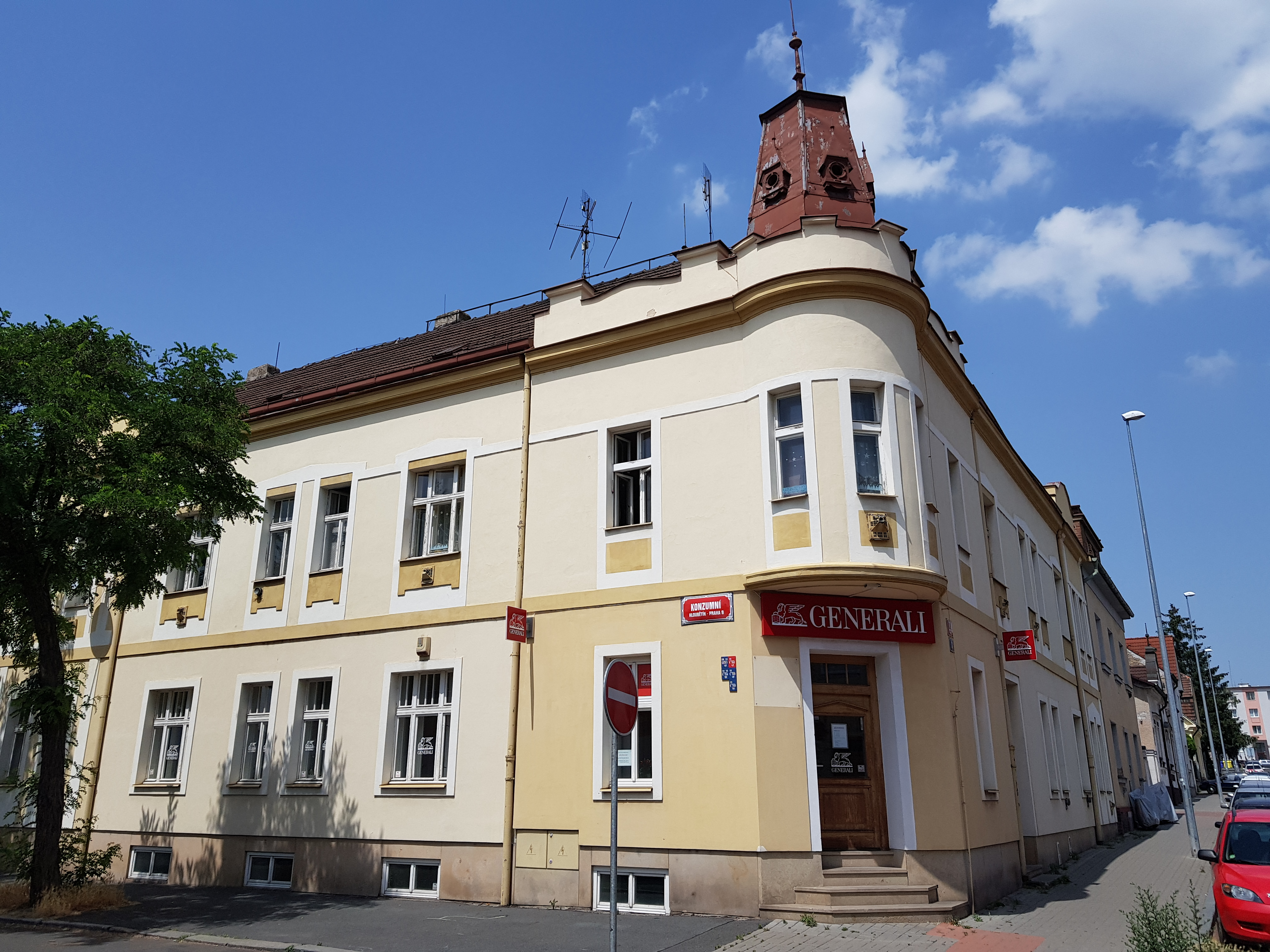
1. typ: bloková zástavba (roh ulic Konzumní a Pod Turnovskou tratí).
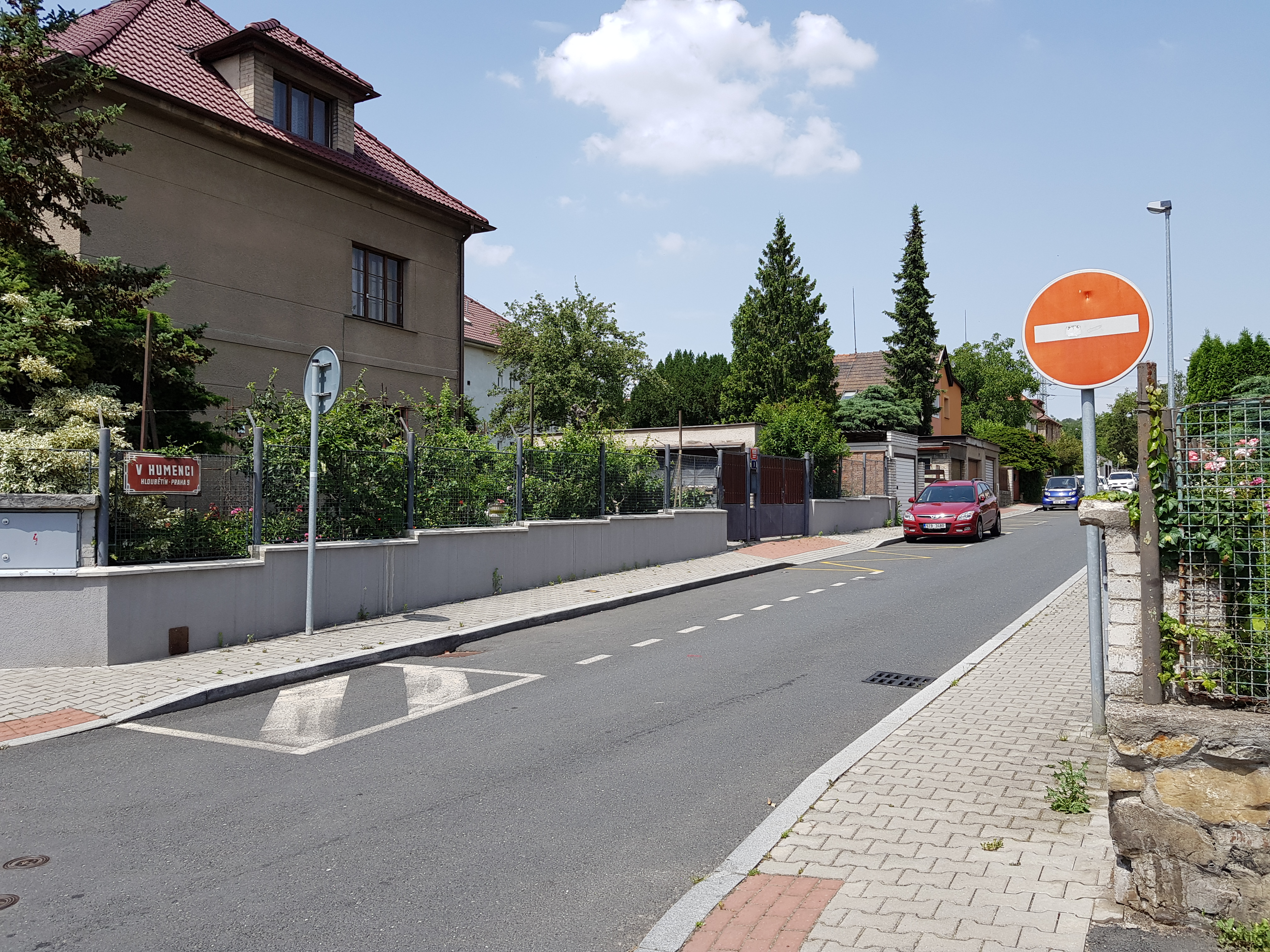
2. typ: rodinné domy se zahradami (V Humenci).
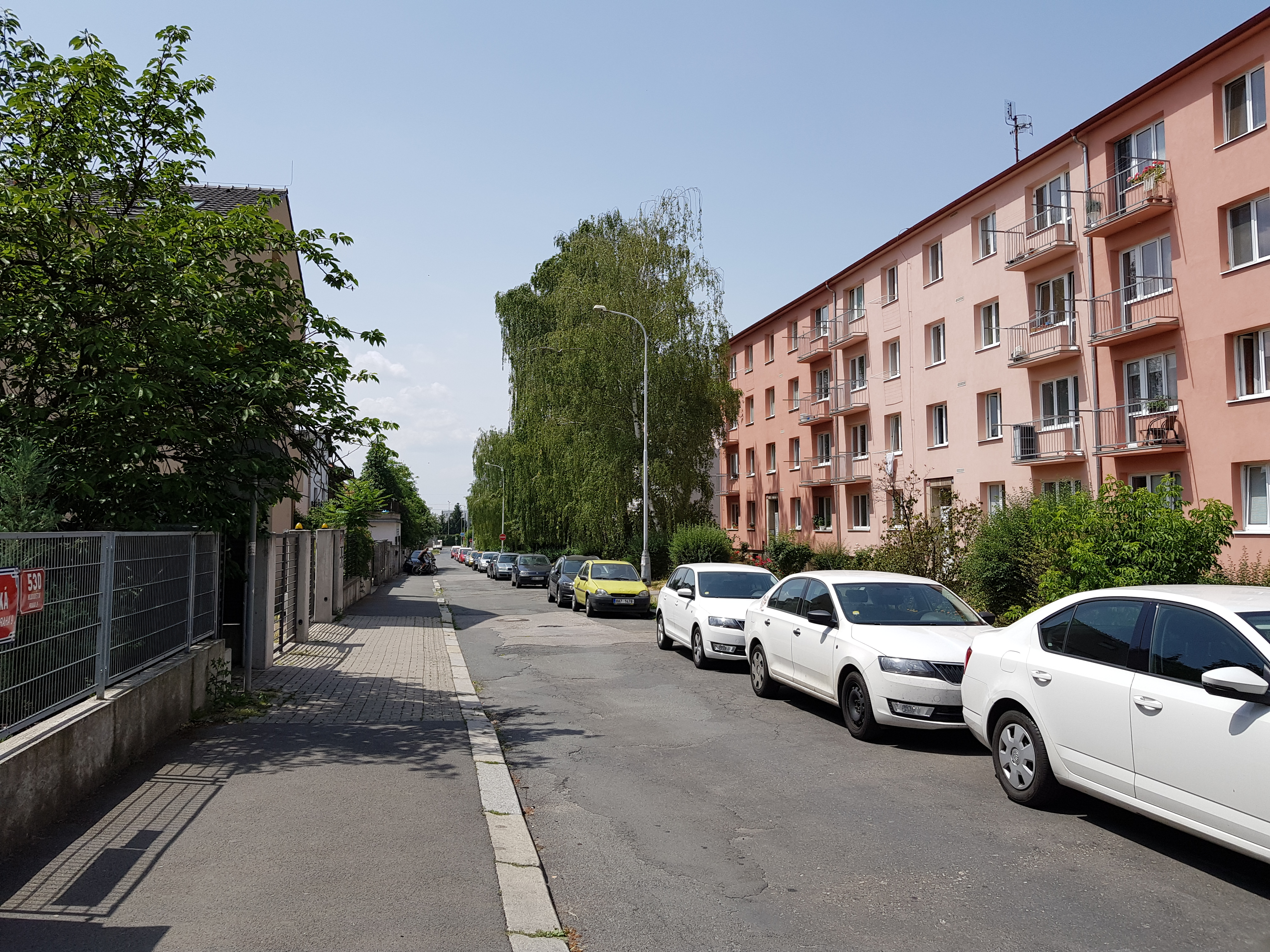
3. typ: domy blokopanelové soustavy T02B ze 60. let 20. století (Sadská).
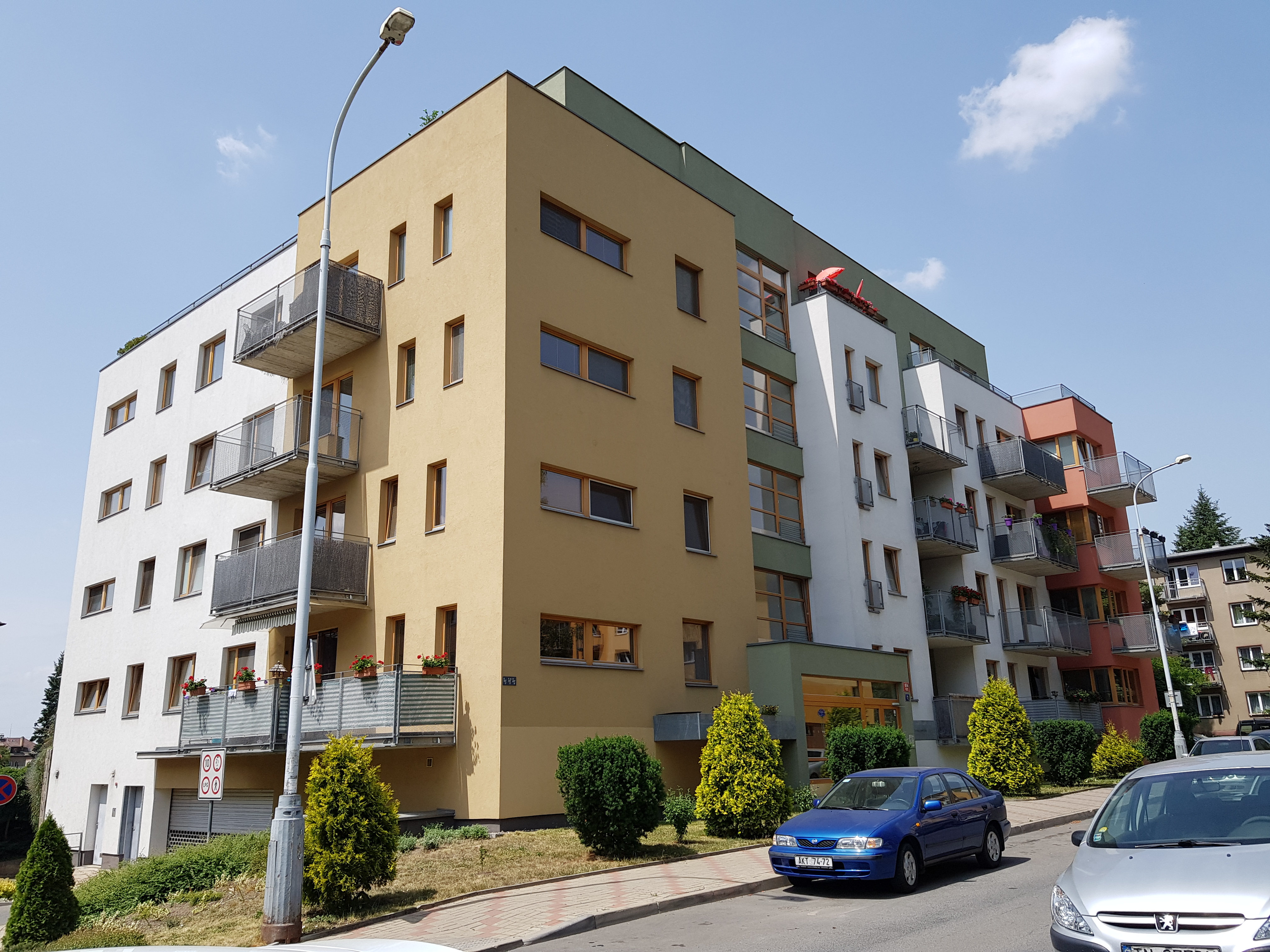
4. typ: bytový dům z počátku 21. století (Nehvizdská).